# Viscount Courtenay
Viscount Courtenay, of Powderham Castle in the County of Devon, war ein erblicher britischer Adelstitel in der Peerage of Great Britain.

## Verleihung und Geschichte des Titels
Der Titel wurde am 6. Mai 1762 für Sir William Courtenay, 3. Baronet geschaffen. Bereits 1735 hatte dieser von seinem Vater Sir William Courtenay, 2. Baronet (1676–1735) den im Februar 1645 in der Baronetage of England für seinen Urgroßvater William Courtenay (1628–1702) geschaffenen Titel Baronet, of Powderham Castle in the County of Devon, geerbt.
Seinem Enkel, dem 3. Viscount, bestätigte am 14. Mai 1831 das Committee for Privileges and Conduct des House of Lords, dass er der berechtigte Erbe seines Ur-ur-ur-urgroßonkels sechsten Grades Edward Courtenay, 1. Earl of Devon († 1556) sei und bestätigte ihm den Titel 9. Earl of Devon, sowie rückwirkend seine Vorfahrenlinie als de iure-Earls.
Beim kinderlosen Tod des 3. Viscounts erlosch die Viscountcy. Das Earldom und die Baronetcy fielen an den Enkel eines Bruders des 1. Viscounts, William Courtenay als 10. Earl.

## Liste der Viscounts Courtenay (1762)
- William Courtenay, 1. Viscount Courtenay, de iure 7. Earl of Devon (1709/1710–1762)
- William Courtenay, 2. Viscount Courtenay, de iure 8. Earl of Devon (1742–1788)
- William Courtenay, 9. Earl of Devon, 3. Viscount Courtenay (1768–1835)